# Leopoldina-Krankenhaus Schweinfurt

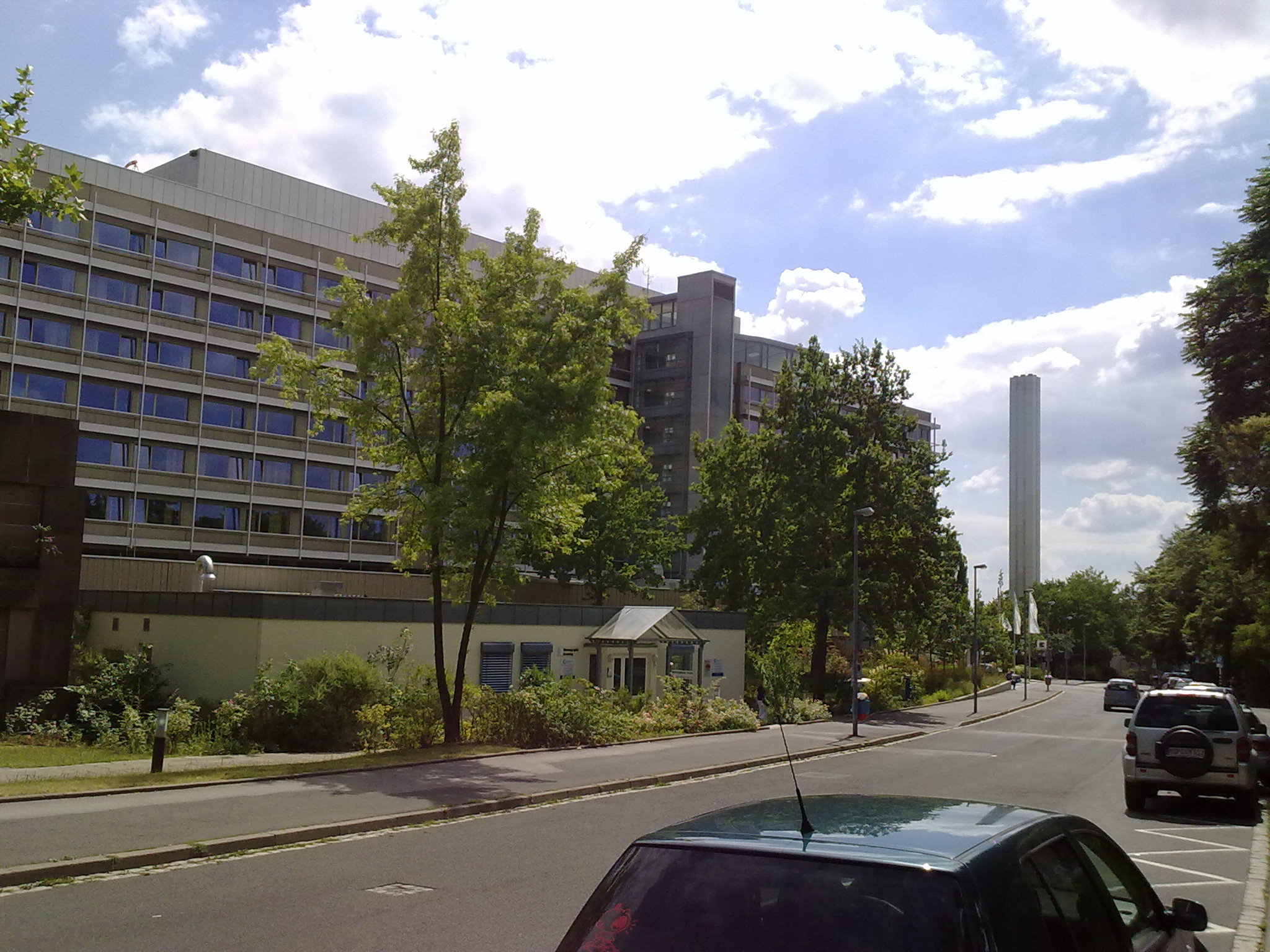
Leopoldina-Krankenhaus.
Hauptbau, errichtet von 1974 bis 1981

Das Leopoldina-Krankenhaus (Volksmund: Leo) in Schweinfurt ist ein Akutkrankenhaus der Schwerpunktversorgung und seit 1998 eine Tochtergesellschaft der Stadt Schweinfurt (Leopoldina-Krankenhaus der Stadt Schweinfurt GmbH). Es ist ein akademisches Lehrkrankenhaus, in dem Studenten in Kooperation mit der Julius-Maximilians-Universität Würzburg (praktisch) ausgebildet werden, es besitzt eine Berufsfachschule für Pflege und Krankenpflegehilfe sowie Altenpflegehilfe.
Im Leopoldina einschließlich der Tochterunternehmen arbeiten nahezu 2.600 Menschen, es ist der fünftgrößte Arbeitgeber der Stadt. In 711 Planbetten werden im Jahr 120.000 Patientinnen und Patienten behandelt. Der finanzielle Umsatz beträgt 190 Millionen Euro im Jahr.

## Lage
Das Leopoldina-Krankenhaus liegt im Nordöstlichen Stadtteil, an der Grenze zum Stadtteil Hochfeld/Steinberg. Das Klinikum liegt oberhalb des Mains, am Rande des Villenviertels Kiliansberg, mit weitem Ausblick über die Stadt bis hin zum Steigerwald.
Das Klinikum ist gut an den ÖPNV angebunden und über die Stadtbuslinie 52 sowie über den Regionalbahnhalt Schweinfurt Stadt erreichbar.

## Namensgebung
Der Name des Leopoldina-Krankenhauses leitet sich von der 1652 in Schweinfurt von den Ärzten Johann Lorenz Bausch, Johann Michael Fehr, Georg Balthasar Metzger und Georg Balthasar Wohlfahrt gegründeten Deutschen Akademie der Naturforscher Leopoldina ab. Sie wurde nach Kaiser Leopold I. benannt und ist die älteste dauerhaft existierende naturforschende Akademie der Welt. Sie hat heute ihren Sitz in Halle (Saale) und wurde 2008 zur Nationalen Akademie der Wissenschaften erhoben.

## Geschichte

### Vorgeschichte
Die Geschichte der Schweinfurter Krankenhäuser beginnt 1233, als König Heinrich VII., ein Urenkel von Barbarossa, ein von ihm begonnenes Spital unter seinen Schutz stellte. 1338 wurde die Hospitalstiftung Schweinfurt mit dem Spital zum Heiligen Geist gegründet. Vom Spital blieb ein Gebäude aus dem Mittelalter unmittelbar westlich der Heilig-Geist-Kirche erhalten. Unweit davon, auf dem Areal der heutigen Grünanlage Alter Friedhof, ist für das 14. Jahrhundert ein weiteres Spital bezeugt. Die heutige Hauptgeschäftsstraße und Fußgängerzone Spitalstraße zeugt vom Schweinfurter Spitalwesen und führt in Richtung beider einstiger Spitäler.
1846 bezog das Spital der Hospitalstiftung ein neues, großzügiges Gebäude mit Park am Schillerplatz, das 1902 für den Bau des Justizpalastes abgebrochen wurde, da ein klassisches Spital nicht mehr zeitgemäß war.
Zwischenzeitlich war 1898 auf dem heutigen Campus des Leopoldina-Krankenhauses der erste Bau des Städtischen Krankenhauses entstanden, ein noch erhaltener denkmalgeschützter Ziegelbau. 1930 erfolgte die erste Erweiterung durch einen modernen, fünfgeschossigen Neubau im Stil der Neuen Sachlichkeit. Alle Gebäude blieben während der Kriegsjahre unzerstört.

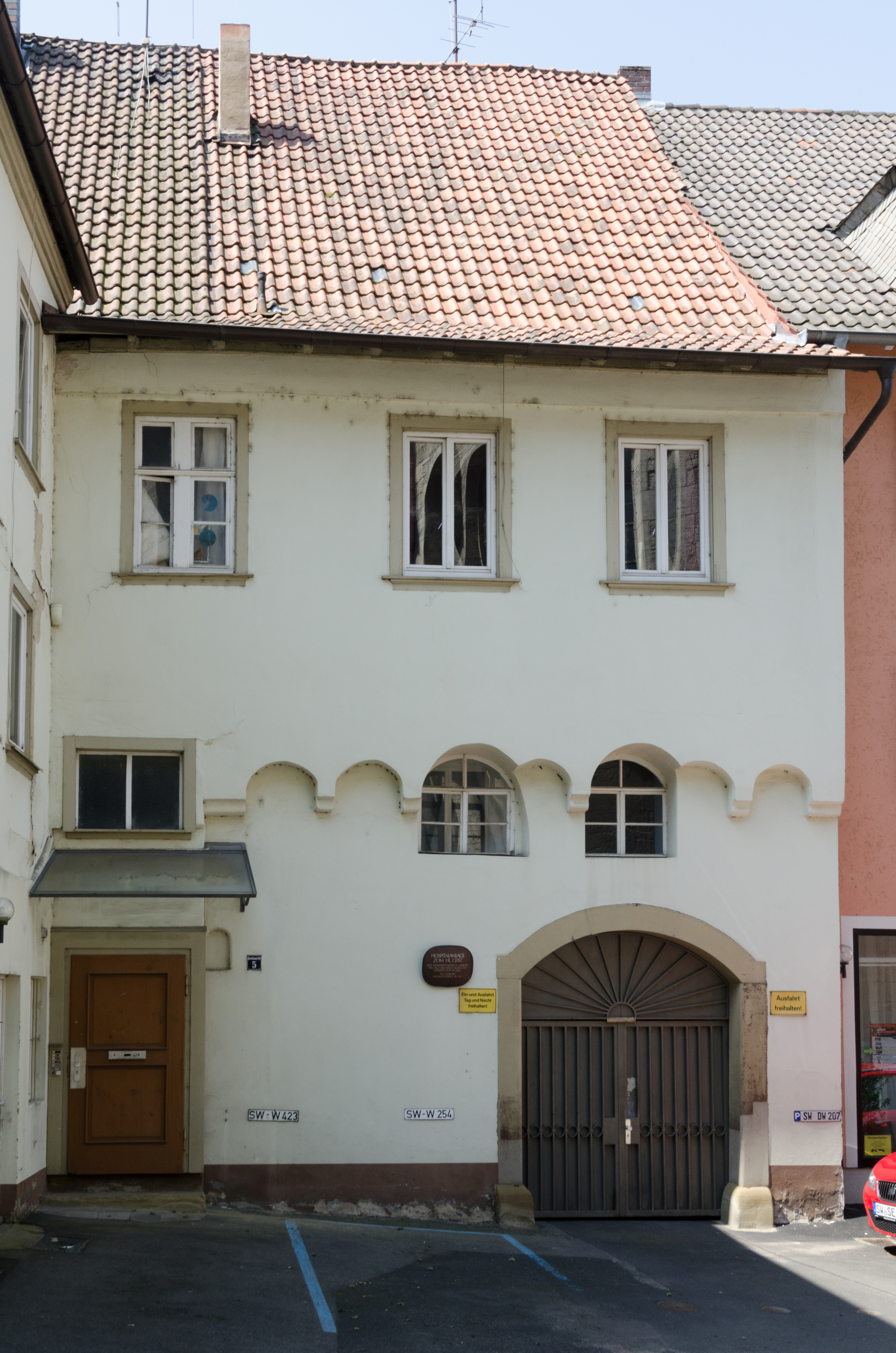
Erhaltenes Gebäude vom Spital zum Heiligen Geist von 1612. Kern von 1364
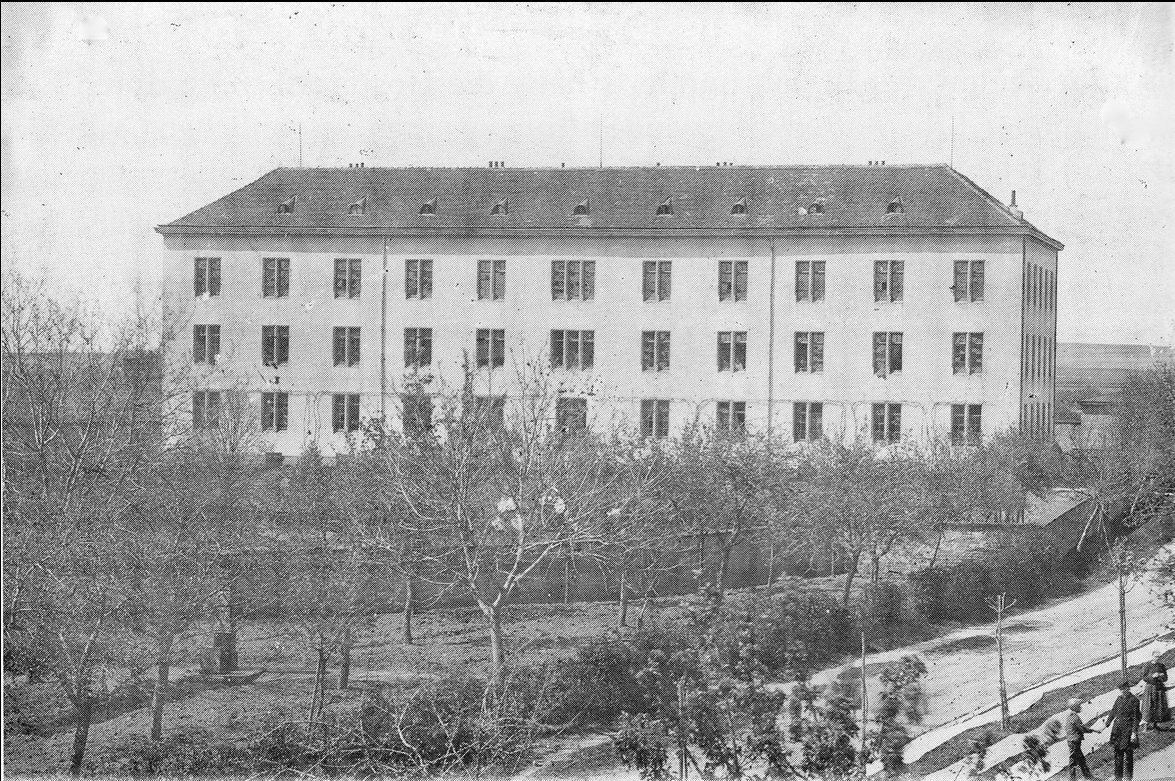
Spital am Schillerplatz. Erbaut 1844/45, abgebrochen 1902. Seit 1905 steht dort das Justizgebäude
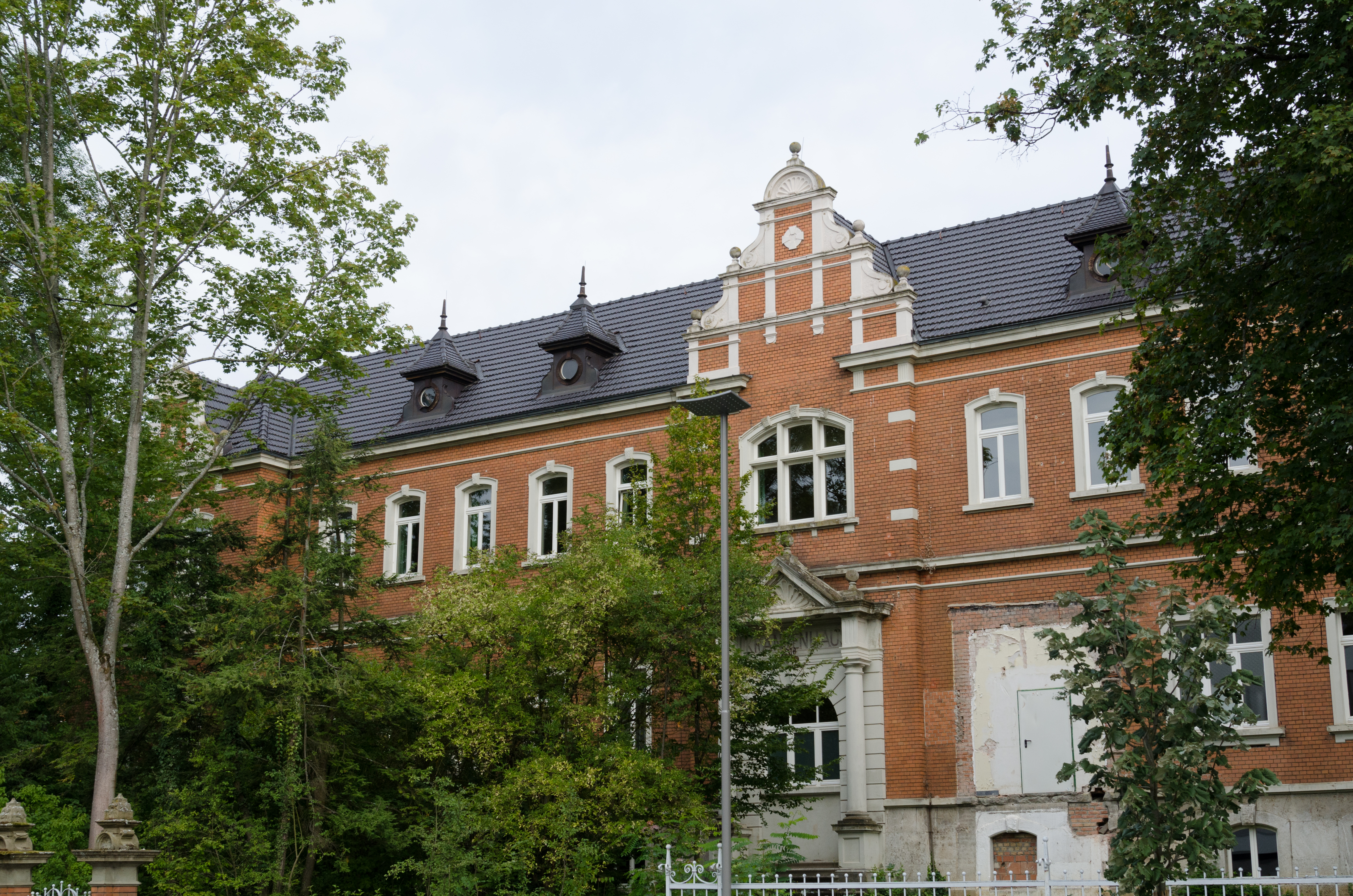
Erster Bau des Städtischen Krankenhauses von 1898 auf dem heutigen Campus

### Bau des Leopoldina-Krankenhauses
Aufgrund eines Stadtratsbeschlusses im Jahr 1969 erfolgte der große Klinik-Neubau durch eine umfassende Erweiterung des Campus in nordöstlicher Richtung. Im Januar 1970 begann die Planung durch das Hochbauamt der Stadt. Am 1. März 1974 machte der damalige Oberbürgermeister Georg Wichtermann den ersten Spatenstich. Am 7. Dezember 1974 legte sein Nachfolger Kurt Petzold den Grundstein, am 5. Dezember 1975 war Richtfest. 1977 wurde die Zahl der Betten von 891 auf 656 reduziert, da Bevölkerungsprognosen und Verweildauer deutlich nach unten tendierten. Die Umplanungen führten zu Verzögerungen beim Bau. Die Übergabe des Hauses erfolgte am 15. Mai 1981 mit allen Fachrichtungen eines Schwerpunktkrankenhauses. Die Baukosten beliefen sich auf 242 Millionen Mark, es gab 85 % Zuschüsse.
Bereits im ersten Jahr wurden im Leopoldina 16.800 Patienten aufgenommen und 850 Mitarbeiter beschäftigt. 1984 wurden die Neurologische und der Neurochirurgische Klinik eröffnet. 1998 wurde die Verselbstständigung der Klinik als eigenständige Gesellschaft innerhalb eines städtischen Konzerns beschlossen. Weitere Erweiterungen des  Leistungsspektrums kamen in den Folgejahren mit einer Spezialstation für Schlaganfälle, einer Belegabteilung für Augenkrankheiten, eines Zentrums für Wirbelsäulenchirurgie und einer Radioonkologischen Klinik. 2006 erhielt das Krankenhaus eine Klinik für Kinder- und Jugendpsychiatrie.

### Erweiterungen des Campus
2011 wurde das Klinikgebäude von 1930 abgerissen. Ein Bürgerentscheid zum Erhalt des Gebäudes, der es als  erhaltenswertes Beispiel für ein modernes Bauwerk aus der Zwischenkriegszeit ansah, war gescheitert. Auf dem Areal wurde der Gesundheitspark als Sitz des Medizinischen Versorgungszentrums (MVZ) mit dem Ambulanten OP-Zentrum (AOZ) der Klinik errichtet. Der Ziegelbau von 1898 beherbergt jetzt eine Schule. Der letzte Bauabschnitt des MVZ konnte aufgrund des Widerspruchs eines Nachbarn noch nicht ausgeführt werden. Dort klafft noch eine Baugrube.

## Fachabteilungen
Das medizinische Leistungsspektrum gliedert sich in 19 Fachabteilungen sowie 11 zertifizierte Zentren und 5 Belegabteilungen. Im Einzelnen sind dies:
| Fachabteilungen - Abteilung für Spezielle Wirbelsäulenchirurgie - Anästhesie und operative Intensivmedizin - Chirurgische Klinik (Allgemein- und Viszeralchirurgie) - Sektion für Gefäßchirurgie - Klinik für Frauenheilkunde und Geburtshilfe - Klinik für Kinder und Jugendliche (Interdis. Kinderklinik, Diabetologie, Neonatologie, Intensivmedizin, Psychosomatik) - Klinik für Kinder- und Jugendpsychiatrie und Psychotherapie - Klinik Orthopädie, Unfallchirurgie, Hand- u. Wiederherstellungschirurgie - Klinik für Psychosomatik - Klinik für Spezielle Schmerztherapie - Klinik für Strahlentherapie und Radioonkologie - Klinik für Urologie und Kinderurologie - Medizinische Klinik 1 (Kardiologie, Nephrologie, Pulmologie, Interventionelle Angiologie, Internistische Intensivmedizin) - Medizinische Klinik 2 (Gastroenterologie, Hepatologie, Hämato-/Onkologie, Diabetologie, Infektionskrankheiten, Immunologie/Rheumatologie) - Neurochirurgische Klinik - Neurologische Klinik - Radiologie und Neuroradiologie - Pathologie - Zentrale Notaufnahme | Zentren - zertifiziertes Brustkrebszentrum - zertifiziertes Chest Pain Unit - zertifiziertes Darmkrebszentrum - zertifiziertes Diabeteszentrum (Kinder und Jugendliche) - zertifiziertes Endoprothetikzentrum - zertifiziertes gynäkologisches Krebszentrum - zertifiziertes Pankreaskarzinomzentrum - Perinatalzentrum - zertifiziertes Prostatakarzinomzentrum - Zertifizierte überregionale Stroke Unit - zertifiziertes regionales Traumazentrum - zertifiziertes Zentrum für Fuß- und Sprunggelenksverletzungen Belegabteilungen - Augenheilkunde - Hals-, Nasen- und Ohrenheilkunde - Nuklearmedizin - Mund-, Kiefer- und Gesichtschirurgie und Oralchirurgie - Mund-, Kiefer- und Plastische Gesichtschirurgie |